# José Isabel Jiménez
José Isabel "Chabelo" Jiménez (Real de Pinos, Zacatecas, 19 de abril de 1915 - Monterrey, 20 de enero de 2014) fue el cronista de béisbol más longevo de México y también el de la carrera más larga habiendo sido parte de 57 temporadas ininterrumpidas.

## Carrera
José Isabel Jiménez Medina vivió con su familia mostrando una gran afición por el béisbol. Se dedicaba a hacer narraciones locales. Fue jugador activo en la receptoría así como ampáyer en Fresnillo, Zacatecas. Inició su carrera como locutor en Fresnillo, y obtuvo su licencia para este oficio en Ciudad de México. Comenzó a narrar los partidos de Sultanes en 1955.
Llegó a Monterrey en diciembre de 1955 y el 30 de mayo de 1956 fue llamado por los entonces directivos de la XET para hacer pareja con Manuel González Caballero en las crónicas de los Sultanes de Monterrey, equipo del cual narró sus juegos durante muchos años, siendo recordado por su lenguaje fácil. 
Fue el primer cronista viajero del equipo. Al fusionarse la Liga Mexicana con la Liga de Texas para integrar la Asociación Panamericana, hizo narraciones desde todas las plazas de la liga. Narró cinco Juegos de Estrellas, cuatro en México y uno en San Antonio, Texas. 
En 2006 fue elegido como miembro inmortal del Salón de la Fama del Béisbol profesional en México; así mismo es miembro del salón de la fama del Deporte Latinoamericano en Estados Unidos, con sede en Laredo Texas.
Durante 26 años escribió una columna beisbolera en las páginas de El Diario La Afición. Fue director del comité elector del Salón de la Fama del Béisbol Mexicano, electo al Salón de la Fama del deporte Latinoamericano de los Estados Unidos de Norteamérica con sede en Laredo. Fue galardonado con el reconocimiento Fray Nano por la Asociación Nacional de Locutores de la República Mexicana. Recibió la presea al Mérito Cívico 2006 otorgado por el gobierno de Nuevo León.

## Obras
- "Mecanismo de una crónica de béisbol"
- "Oración del Beisbolista"